# Buiten Smedenvest

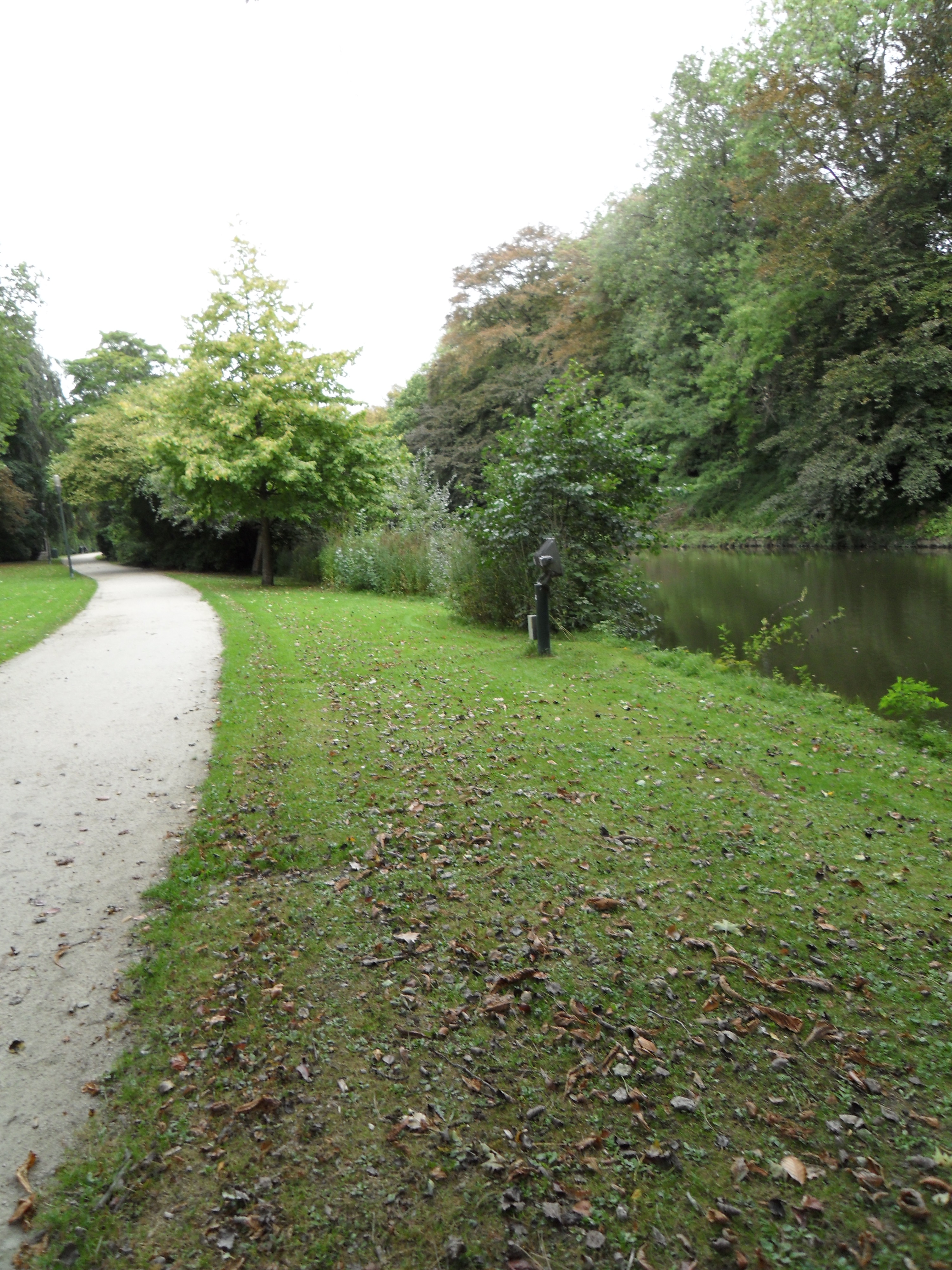
De Buiten Smedenvest

De Buiten Smedenvest is een straat in Brugge, die deel uitmaakt van de tweede middeleeuwse omwallingsgracht.

## Beschrijving
De Smedenvest loopt van de Smedenpoort tot aan de Bloedput en de Bevrijdingslaan. Naast de vest loopt de Guido Gezellelaan. Doordat de huisnummering gebeurt op basis van deze parallelle laan, wordt de Smedenvest als onderdeel van de Guido Gezellelaan beschouwd en is niet afzonderlijk onder de straatnamen vermeld.
Aan de overkant van de gracht loopt de Buiten Smedenvest. Het groen bleef langs deze kant heel wat ruimer en beter beschermd dan langs de kant Guido Gezellelaan.
Voor het grootste deel zijn de vesten rondom de historische stad Brugge beperkt tot een promenade intra muros (van Dampoort tot Boeveriepoort) of zelfs gereduceerd tot een brede laan met slechts een minimum aan bomen en aanplantingen (van Bloedput tot Dampoort). Het is enkel voor het deel Boeveriepoort tot Bloedput dat de 'vesten' langs beide kanten van de gracht zijn blijven bestaan, voor wat de buitenzijde betreft als Buiten Boeverievest en Buiten Smedenvest.
De allure als ruim wandelpark is het aanzienlijkst voor de Buiten Smedenvest. Het is het enige vestengedeelte waar men zich volledig in het groen bevindt, met weinig nabijheid van bebouwing of verkeer. Hoewel het autoverkeer van de Bevrijdingslaan en het nabije treinverkeer op bepaalde delen kunnen gehoord worden.

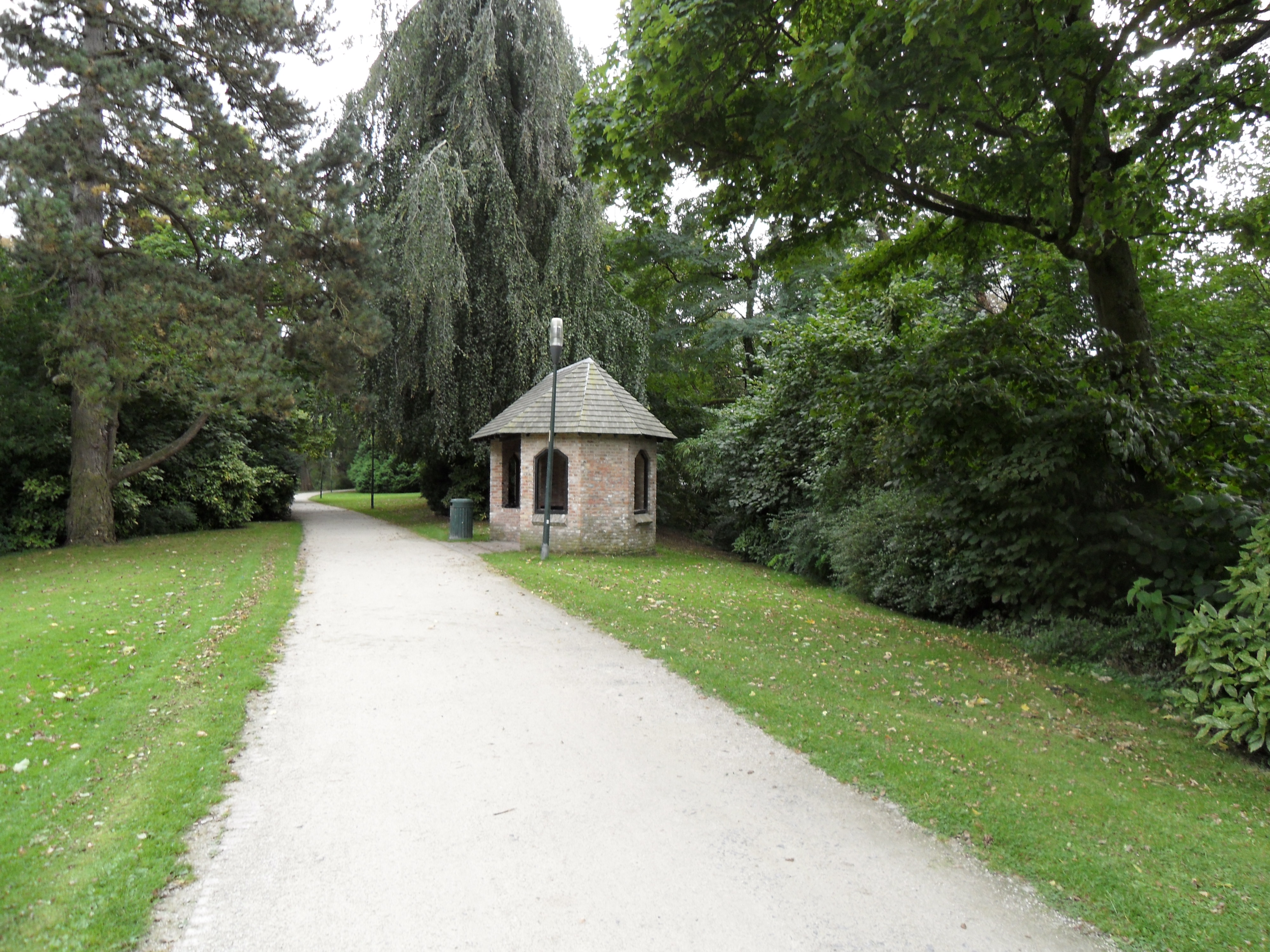
Nog een zicht op de Buiten Smedenvest

Net buiten de Smedenpoort, alvorens de Gistelse Steenweg een aanvang neemt, ligt een klein stukje baan dat Buiten de Smedenpoort heet. Voor de fusie met de randgemeenten, behoorde dit stuk weg al tot het grondgebied van Brugge. Onmiddellijk rechts begint de Buiten Smedenvest. Aan de aanleg van deze vest (1895-1898) werd bijzondere zorg besteed en werd ze toevertrouwd aan de Gentse ontwerper Hubert Van Hulle.
De volgroeide aanleg, een eeuw later, resulteert in wat de Groendienst van de stad Brugge omschrijft als een geheel van tal van prachtig uitgegroeide bomen. Dit behelst onder meer: valse christusdoorn, witte paardenkastanjes, moerascipressen, blauwe ceder, trompetboom, Japanse notenbomen, zomerlinden, taxussen met rode schijnbessen, beuken, groot uitgegroeide platanen en verschillende eiken (moseik, moeraseik, zomereik en Amerikaanse eik). Dit alles in een glooiend landschap, met plekjes en een tuinhuisje waar men kan verpozen.
Om de gemelde redenen is de Buiten Smedenvest, samen met de Buiten Boeverievest, een populaire wandelplaats in het geheel van de Brugse 'vesten', op amper een paar honderd meter van het stadscentrum. Ze wordt druk bezocht door wandelaars (met of zonder hond), joggers en fietsers. Vissers zitten geduldig langs de waterkant. De mening van de directie van de Brugse Groendienst stemt overeen met die van de bezoekers, waar ze in haar publicaties deze promenade prijst als een van de mooiste vestingsdelen.
In tegenstelling tot 'Smedenvest', is 'Buiten Smedenvest' een straatnaam, hoewel deze promenade ook niet echt als een straat kan beschouwd worden, omdat er geen huizen of huisnummers aan corresponderen.
Lang bleef deze promenade zonder naam of werd ze gewoon als een verlengstuk van Buiten de Smedenpoort beschouwd. Pas in 1989 werd beslist er de thans geldende naam aan te geven.

## Enkele zichten

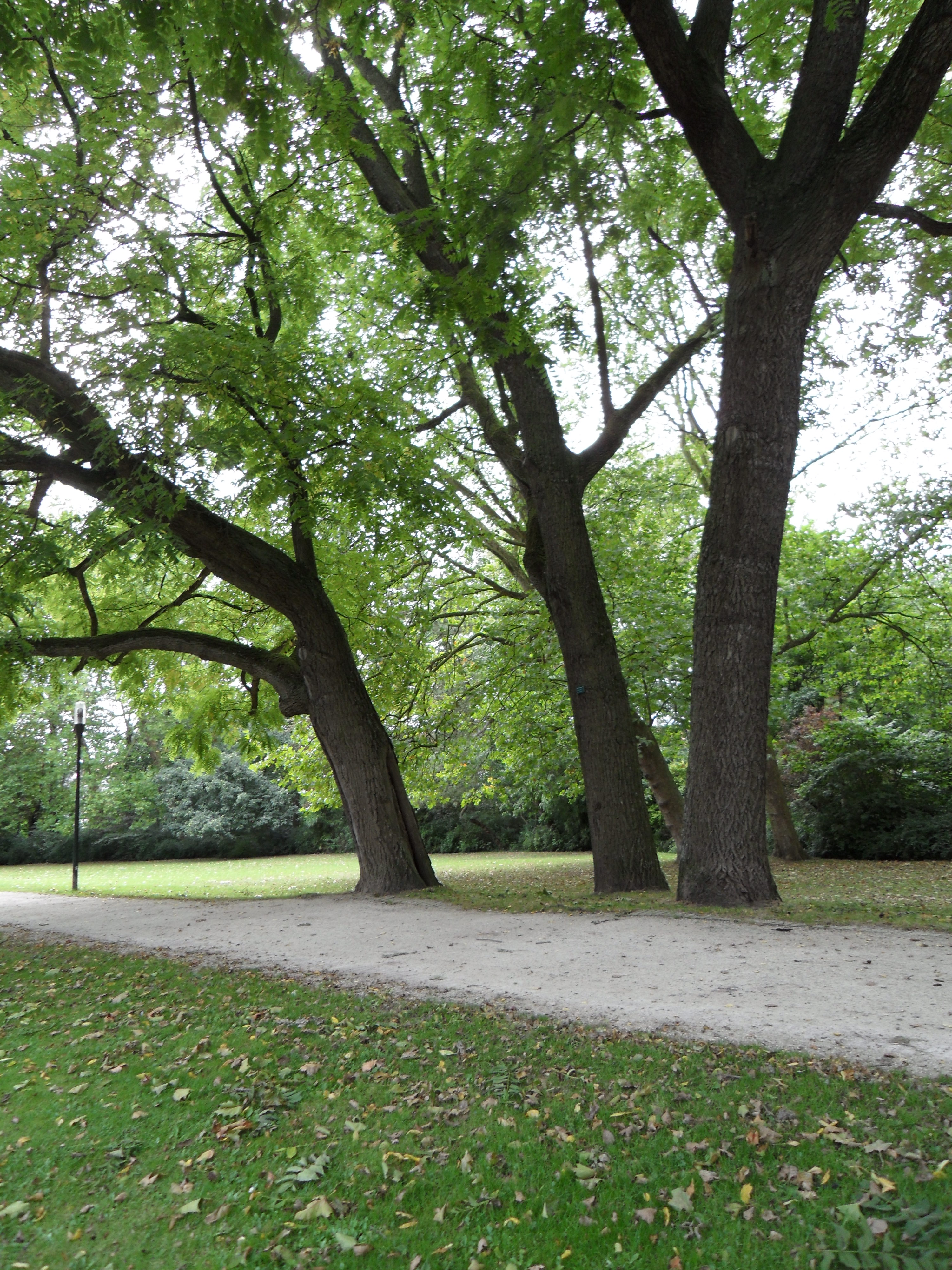
Enkele van de bomen op de Buiten Smedenvest
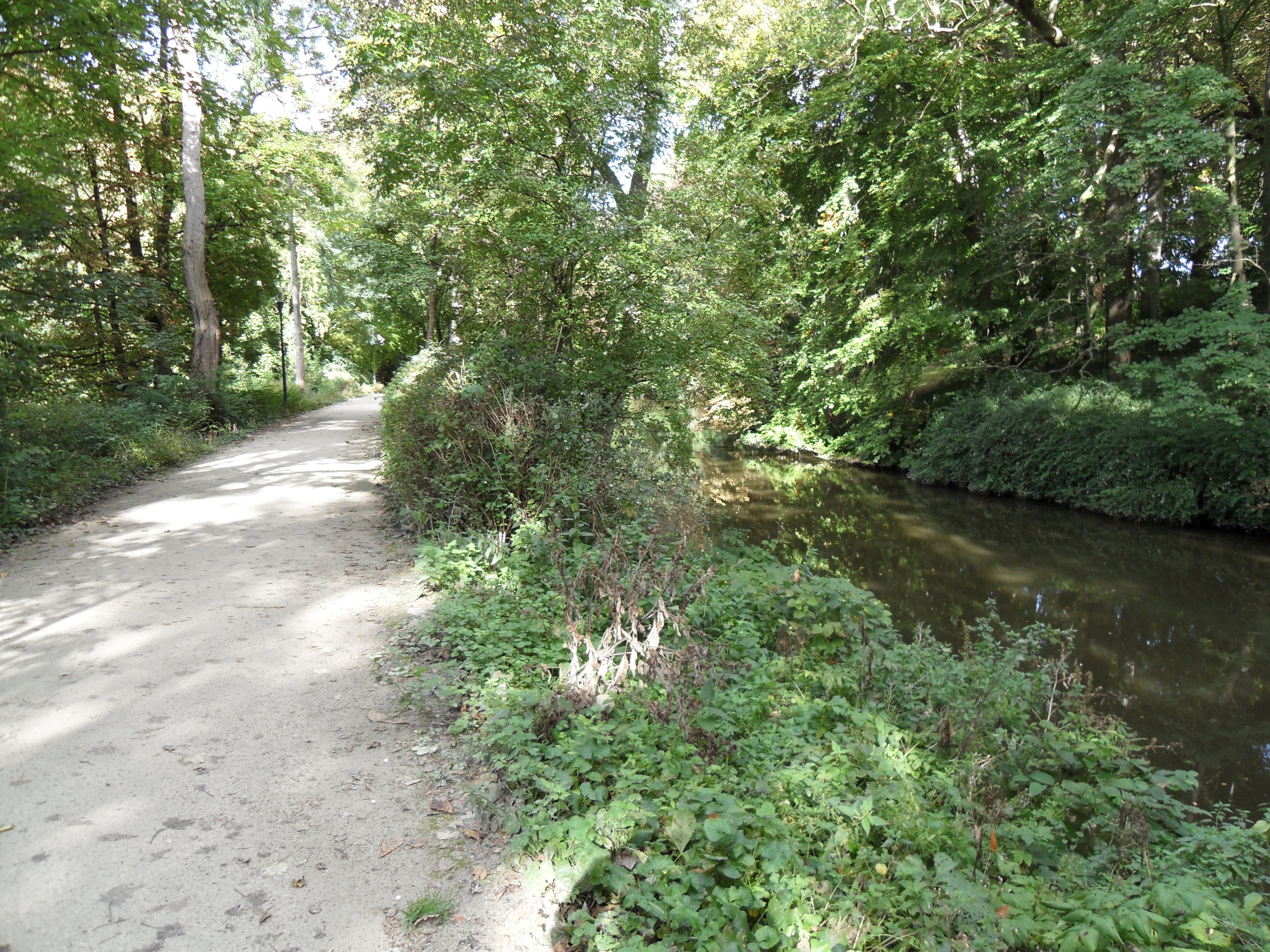
Ingang van de Buiten Smedenvest, kant Smedenpoort.
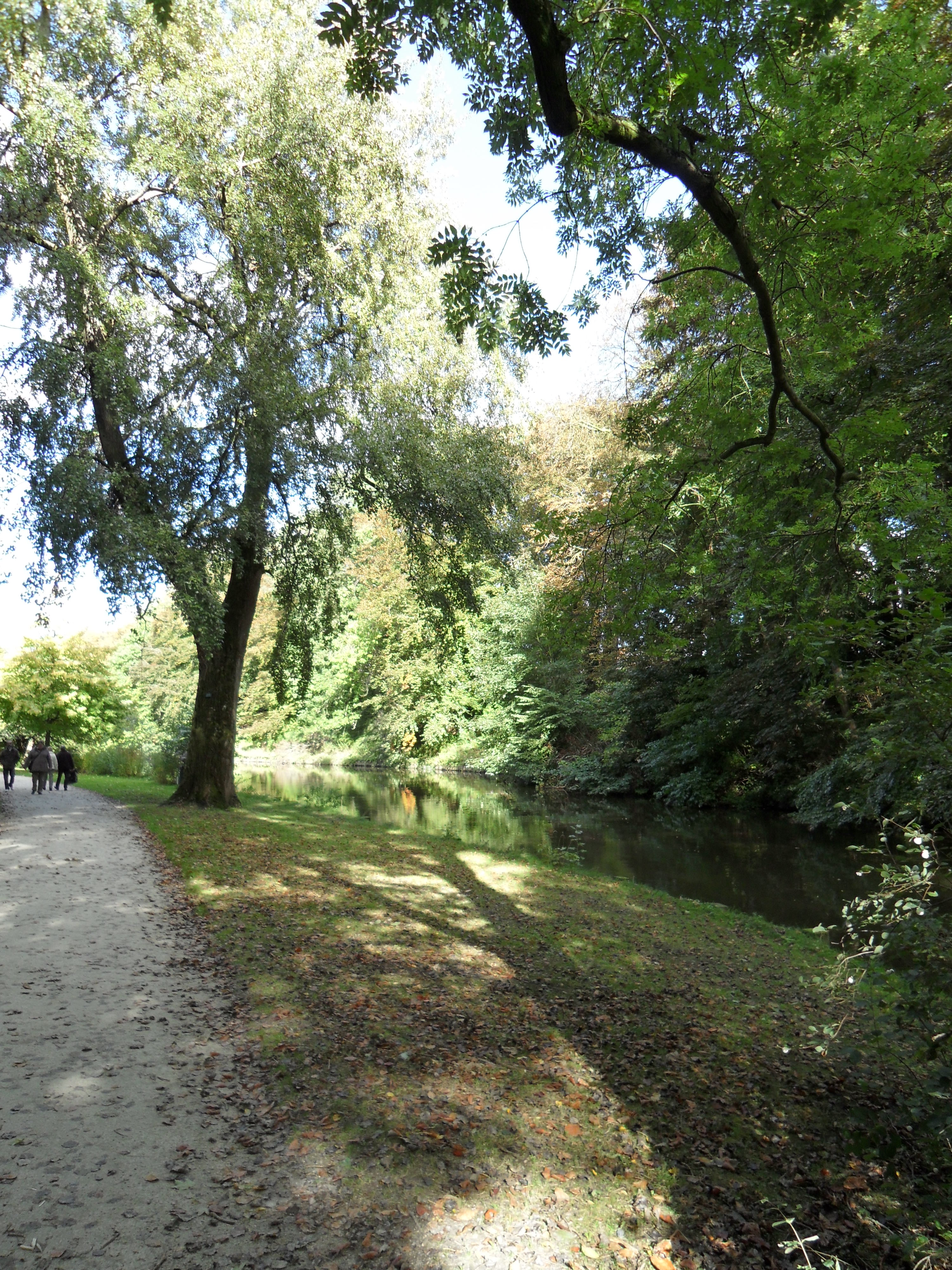
De promenade langs de gracht, met Smedenvest aan de overkant
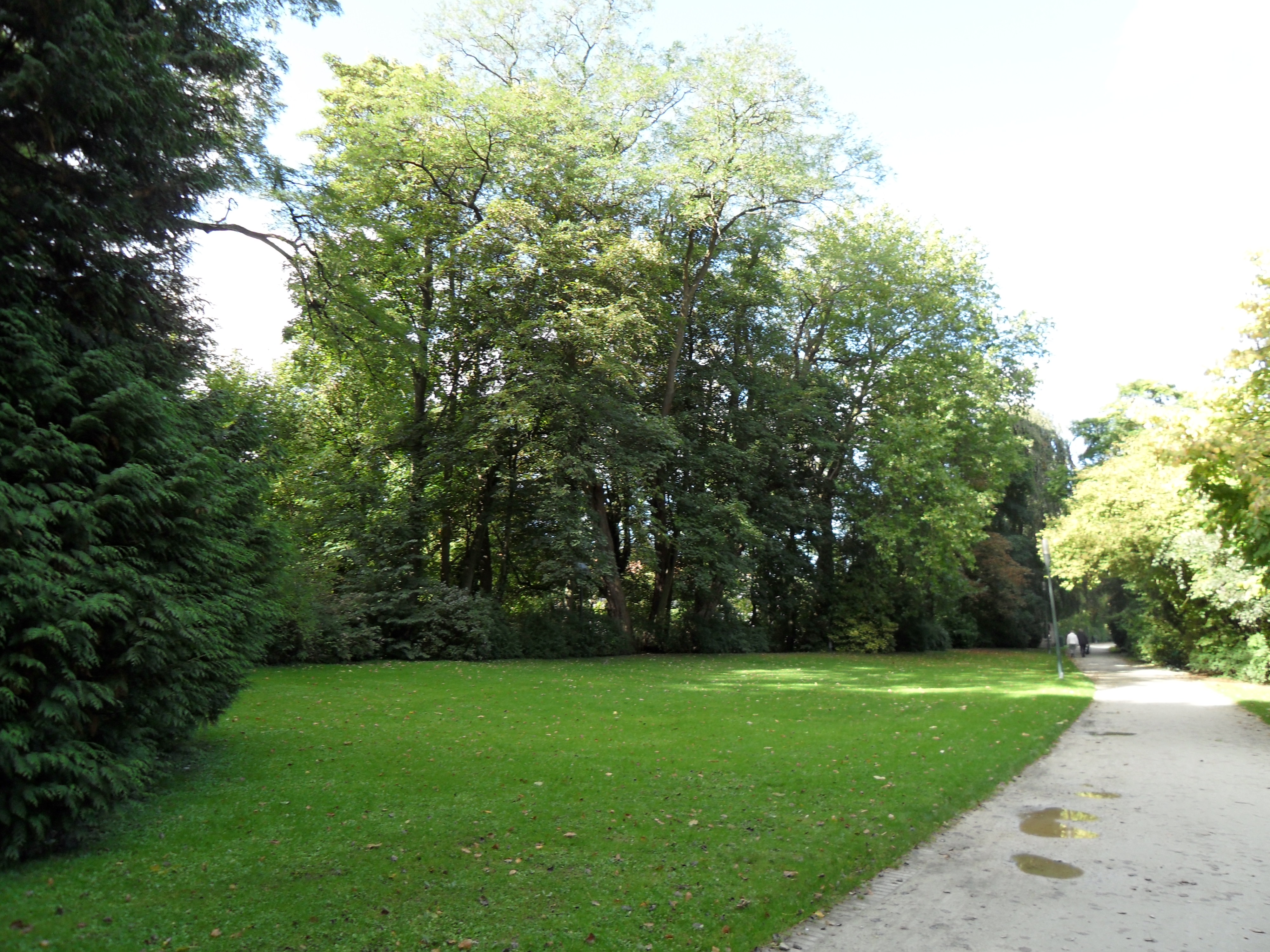
Zicht op een bomenpartij
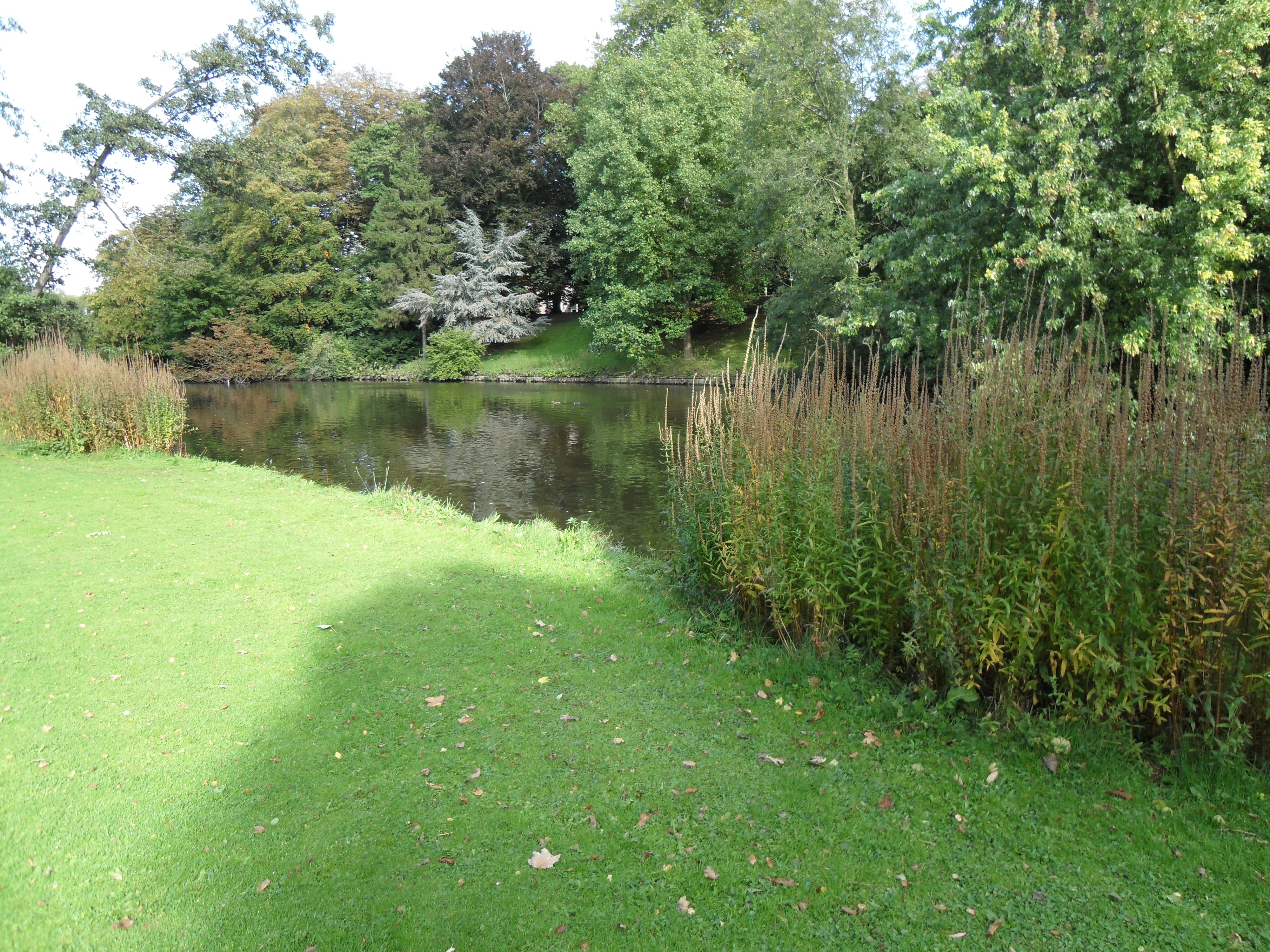
Zicht op de gracht en de Smedenvest vanaf de Buiten Smedenvest
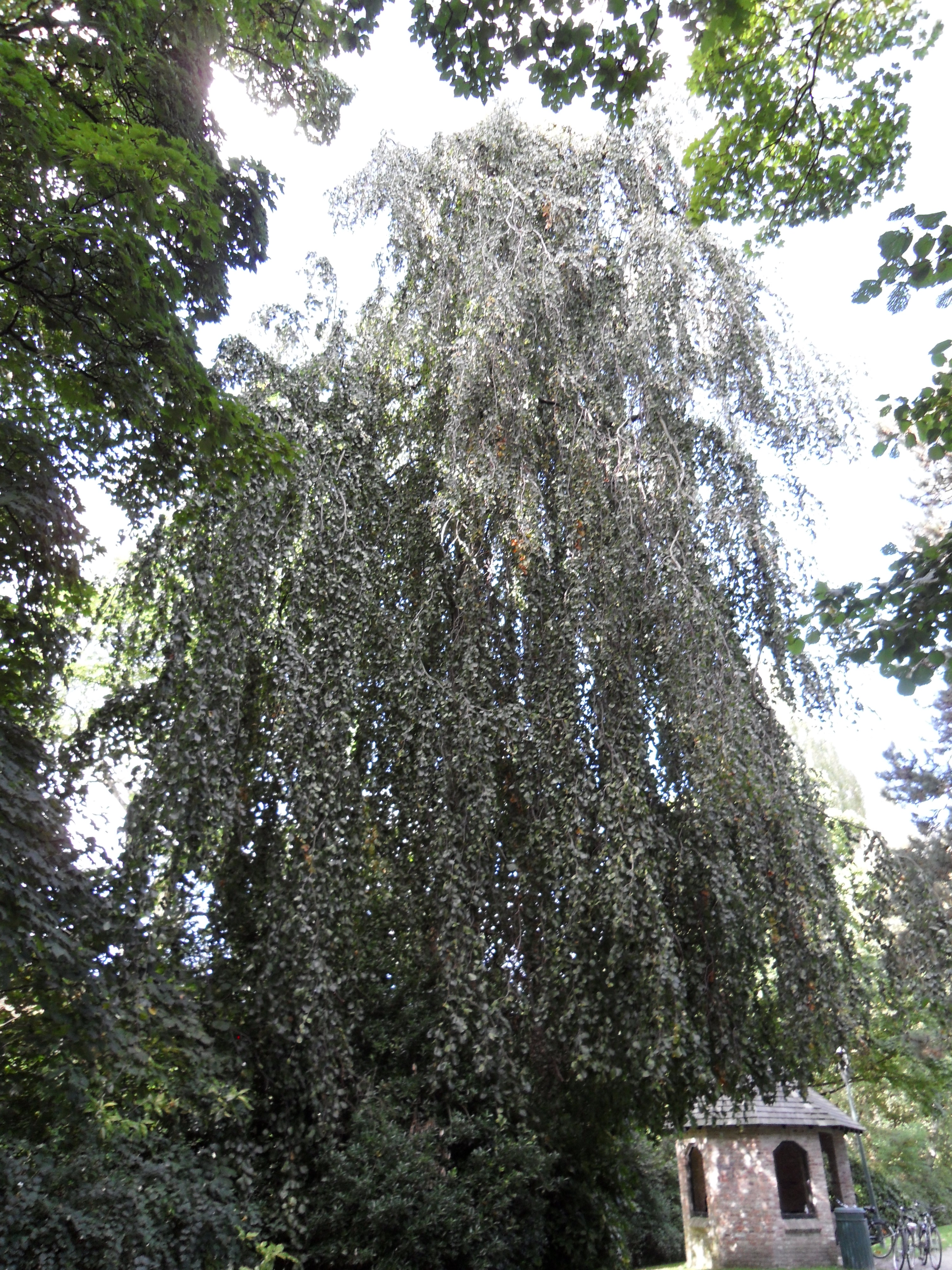
Een van de opmerkelijke bomen in de Buiten Smedenvest
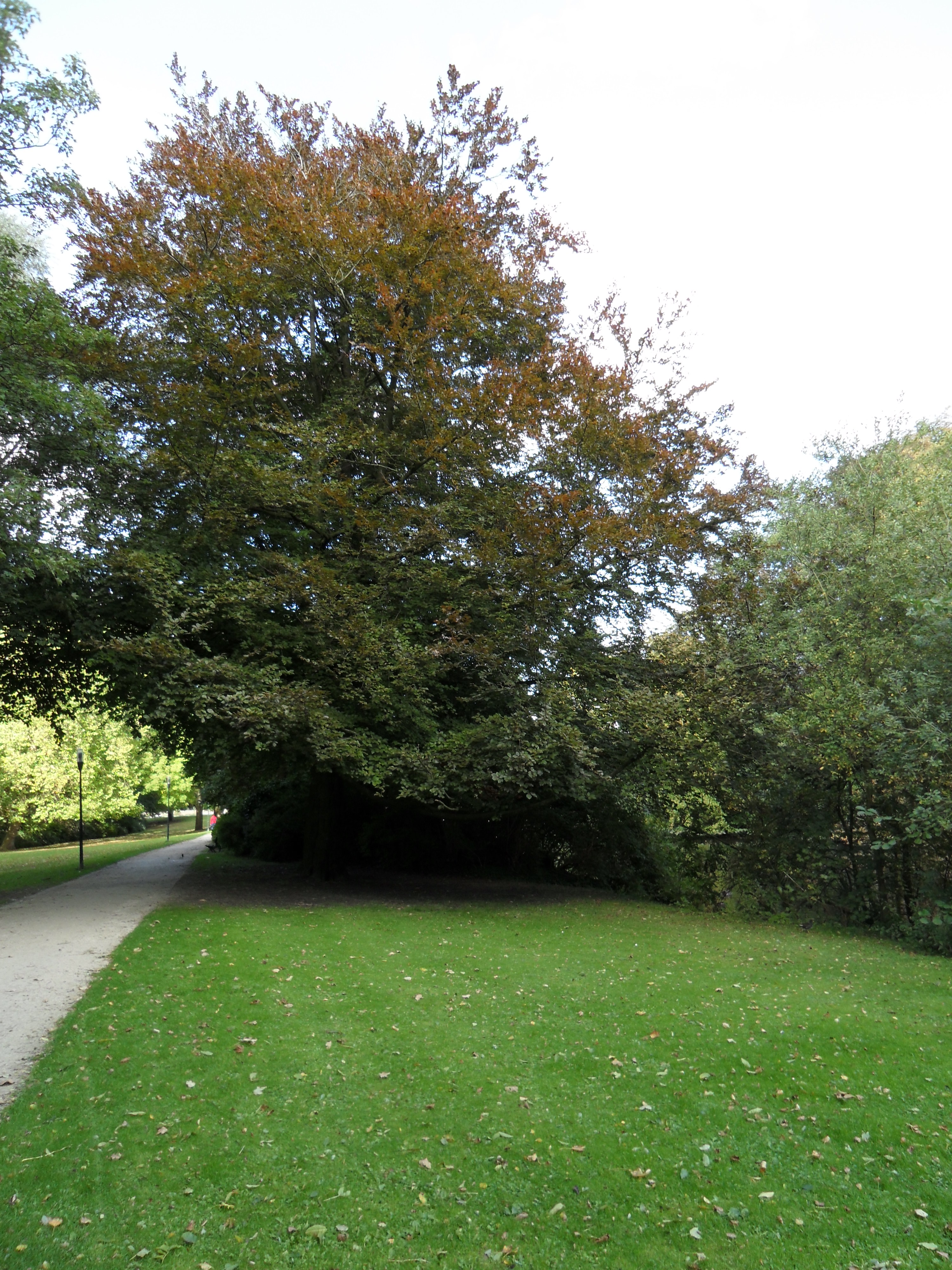
Nog een opmerkelijke boom aan de Buiten Smedenvest
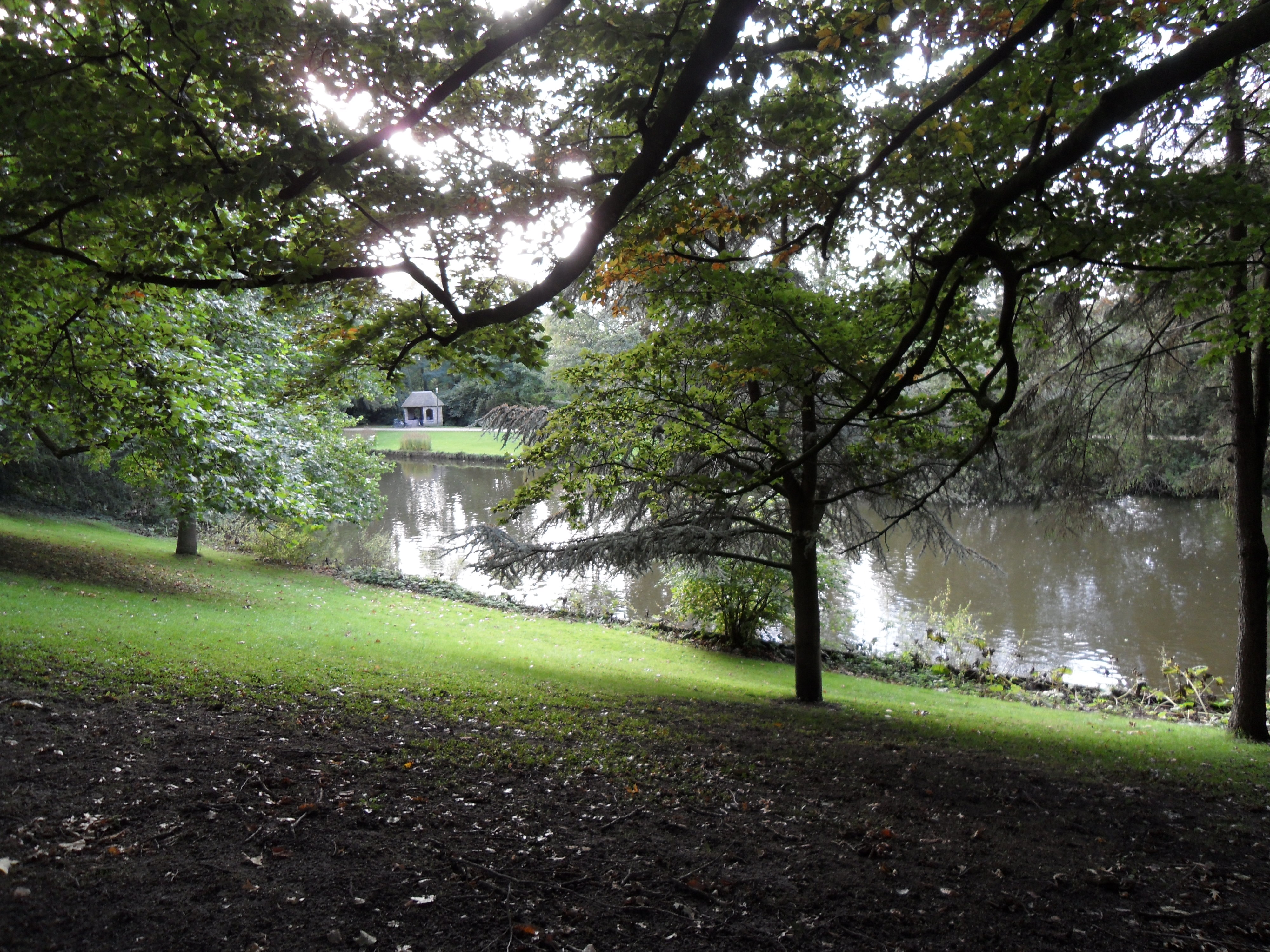
De Buiten Smedenvest gezien vanaf de Smedenvest - Guido Gezellelaan
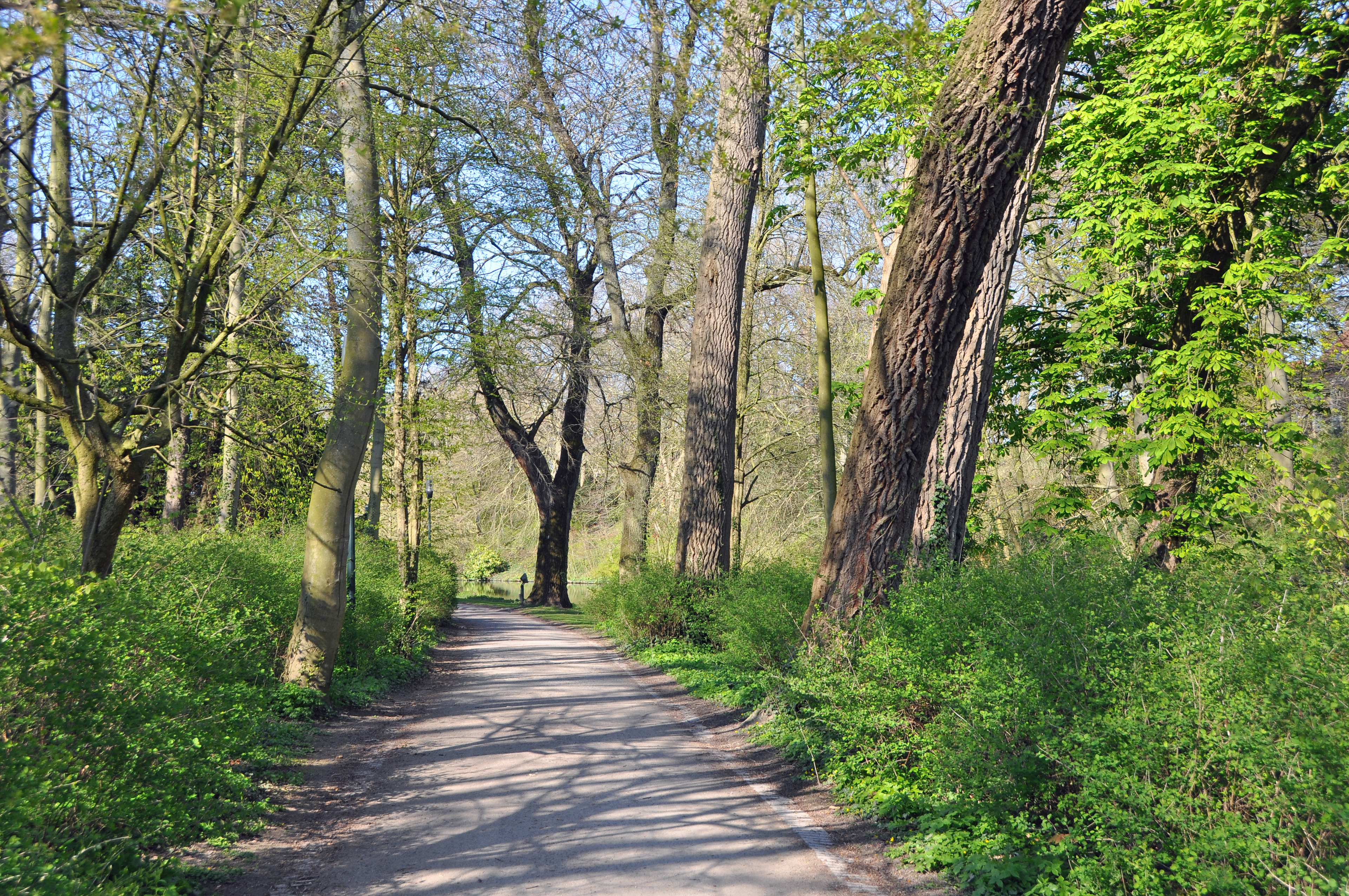
Buiten Smedenvest: pad tussen de bomen
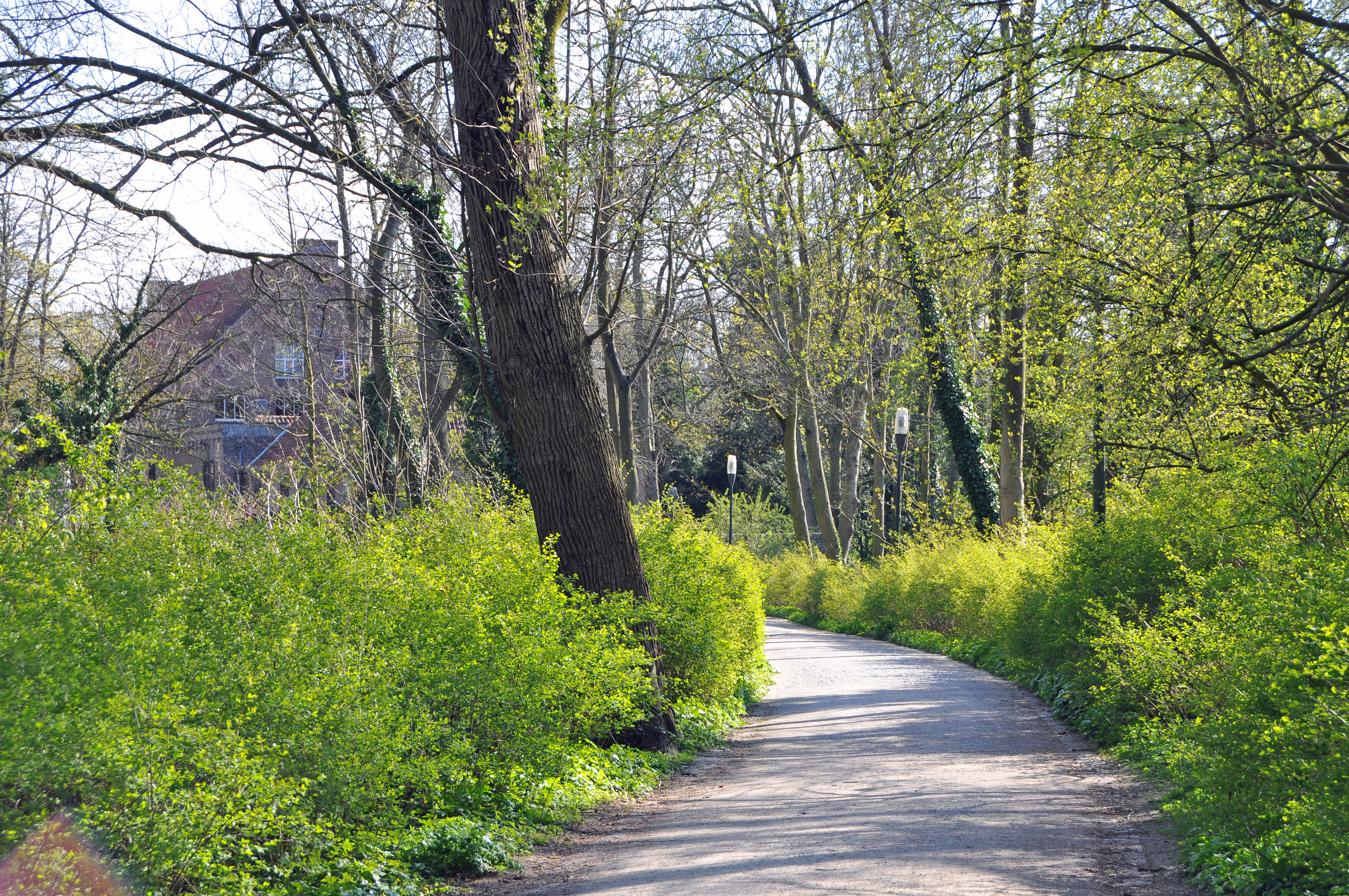
De Buiten Smedenvest in prille lentetooi
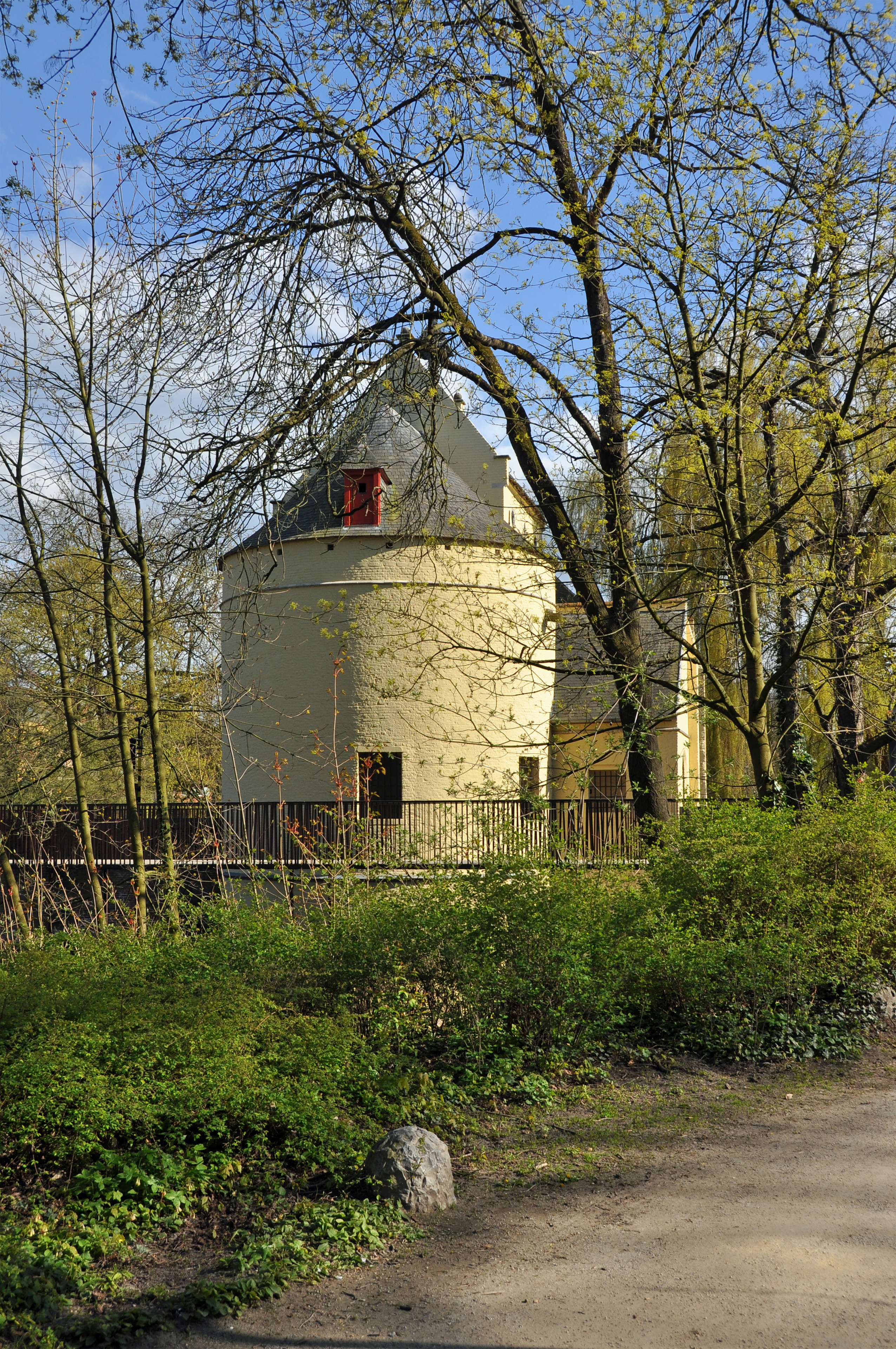
De Smedenpoort, gezien van op de Buiten Smedenvest